# Bouches du Dragon
Les bouches du Dragon est le nom donné aux détroits de la mer des Caraïbes situés entre la péninsule de Paria, au Venezuela,  et la côte septentrionale de l'île de la Trinité. Elles  constituent l'entrée nord du golfe de Paria.
Le nom fut donné par Christophe Colomb lors de son troisième voyage. Le passage situé entre les îles de Chacachacare et Huevos se nomme "bouche de Navios".